# Peter Hesse (Schachspieler)
Peter Hesse (* 29. September 1944 in Lostau; † 29. Dezember 2004 in Gärtringen) war ein deutscher Schachspieler und -komponist.

## Schachspieler
Zweimal nahm er mit der Nationalmannschaft der DDR an der Studentenweltmeisterschaft teil: 1966 in Örebro und 1968 in Ybbs an der Donau. 1978 spielte er in der DDR-Nationalmannschaft: Beim Halbfinale der Teleschach-Olympiade 1978 gegen Island spielte er am siebten Brett. 1979 gewann er ein Rundenturnier in Warna und belegte bei der DDR-Einzelmeisterschaft im Schach 1979 in Suhl hinter Lothar Vogt und Wolfgang Uhlmann den dritten Platz. 1985 gewann er ein Rundenturnier in Olmütz. 1986 gewann er das 1. Wernigeröder Schachturnier. Im Oktober 2002 gewann er mit 6,5 Punkten aus 7 Partien die 11. Wernigeröder Schachtage in Wernigerode.
Zu seinen bekannteren Partien gehören Siege gegen Slobodan Martinović, Jan Smejkal, Lutz Espig, Uwe Bönsch, Ingvar Ásmundsson, Wolfgang Uhlmann, Raj Tischbierek und Jürgen Delitzsch sowie Remispartien gegen Dimitar Dontschew und Eduard Gufeld.
Zu DDR-Zeiten spielte Peter Hesse bei der BSG Motor Südost Magdeburg, dann bei Lok Leipzig-Mitte, mit denen er nach 1990 in der 2. Bundesliga Süd spielte. Ab 1997 spielte er für Rochade Magdeburg, 2004 kehrte er zum SV Lok Leipzig-Mitte zurück.
Er trug den Titel eines FIDE-Meisters. Seine letzte Elo-Zahl betrug 2305, seine höchste Elo-Zahl lag bei 2440 im Januar 1980.

## Schachkomposition
In den Jahren 1968 bis 1971 wurden fünf seiner Studien in der Zeitschrift Schach publiziert. Darüber hinaus komponierte er einige Schachaufgaben.
|   | a | b | c | d | e | f | g | h |   |
| 8 |   |   |   |   |   |   |   |   | 8 |
| 7 |   |   |   |   |   |   |   |   | 7 |
| 6 |   |   |   |   |   |   |   |   | 6 |
| 5 |   |   |   |   |   |   |   |   | 5 |
| 4 |   |   |   |   |   |   |   |   | 4 |
| 3 |   |   |   |   |   |   |   |   | 3 |
| 2 |   |   |   |   |   |   |   |   | 2 |
| 1 |   |   |   |   |   |   |   |   | 1 |
|   | a | b | c | d | e | f | g | h |   |

Lösung:

1. f7! Lxf7

2. exf7 h1D

3. Sxh1 f1D

4. Sf2! Dxf2

5. Sf3! Dxf3

6. f8D! Dxf8 patt